# Academia Nacional de Artes Dramáticas Silvio D'Amico
A Academia Nacional de Arte Dramática "Silvio D'Amico" (em italiano:  Accademia nazionale d'arte drammatica "Silvio D'Amico"), com sede em Roma, é um instituto universitário de alto ensino artístico, musical e de dança para a formação de atores e diretores de teatro. Foi fundada em 1936 por Silvio D'Amico e leva seu nome após sua morte, hoje dirigida por Daniela Bortignoni.

## História

### A fundação e os anos do fascismo
A academia foi precedida pela Escola Real de Atuação “Eleonora Duse”, que por sua vez foi fundada em 1921 como um desdobramento da Accademia Nazionale di Santa Cecilia. Seus diretores foram Virginia Marini, Cesare Dondini e finalmente Franco Liberati. Em 1935 a escola foi extinta, concomitantemente à fundação da academia, sob a direção de Silvio D'Amico. A partir de 1941, a educação vocal foi agregada aos ensinamentos.
Nas duas temporadas entre a transição para a década seguinte, foi fundada a companhia da academia, que no entanto foi logo encerrada devido a conflitos internos. Durante a ocupação nazista de Roma, o regime tentou transferir a academia para Veneza. Após a Segunda Guerra Mundial, a história da encenação e do figurino foram separadas por alguns anos. Após a guerra, foram acrescentados cursos de canto coral, mais tarde chamados de música e canto, e depois de teoria e canto.

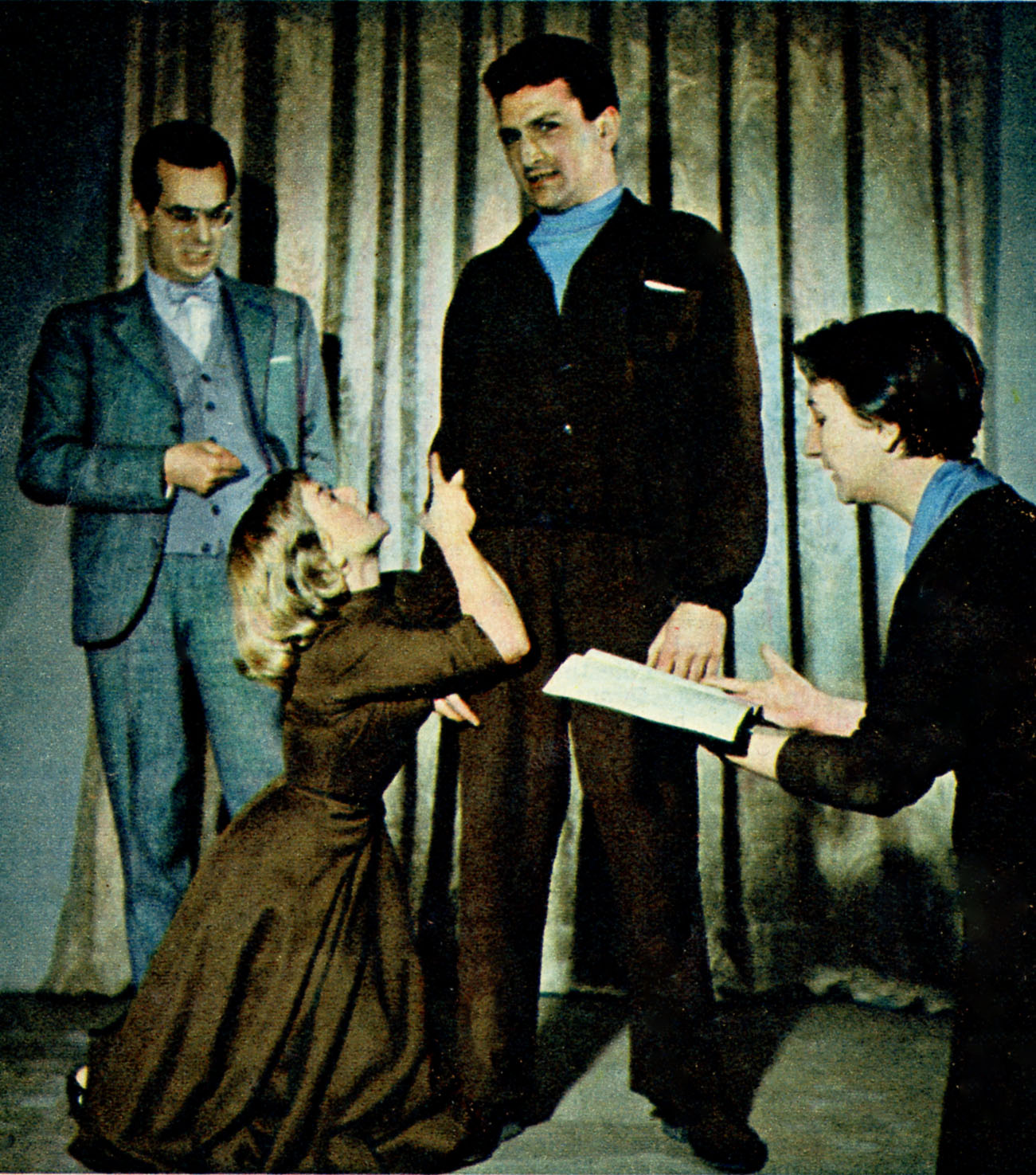
Orazio Costa durante aula de atuação com Gabriella Andreini, Osvaldo Ruggieri e a estudante-diretora Vilda Ciurlo (1956).

### Os anos de protesto e a era contemporânea
Na década de 60 a escola mudou-se para a via Quattro Fontane. Foi proposta uma fusão com o Centro Experimental de Cinematografia e a Academia Nacional de Dança, a qual não teve sucesso. A direção foi confiada a Renzo Tian, na presença dos comissários Nicola De Pirro (1963-1966) e Vincenzo Torraca (1967-1970). Em 1968 a academia foi ocupada por estudantes em protesto. O curso de "direção" tornou-se "princípios de interpretação cênica" e depois "teoria da direção". A década de 1970 abriu com um novo comissário, Marcello Camilucci, que atuou até 1978. Em 1981 a sede foi transferida para a via Bellini, enquanto sob a direção de Luigi Maria Musati foi inaugurado um curso de especialização pós-diploma em pedagogia teatral de dois anos, posteriormente suspenso com Lorenzo Salveti. Em 2003, foi assinado um protocolo de colaboração com a Escola Nacional Indiana.
Em 2023, após os primeiros mandatos, retornou à direção da Academia Daniela Bortignoni para o terceiro mandato.

### Alunos graduados
Entre os atores que se formaram na Academia estão: Anna Magnani, Vittorio Gassman, Nino Manfredi, Glauco Onorato, Tino Buazzelli, Paolo Panelli, Bice Valori, Rossella Falk, Gianrico Tedeschi, Glauco Mauri, Monica Vitti, Ilaria Occhini, Gian Maria Volonté, Umberto Orsini, Roberto Herlitzka, Carlo Cecchi, Giancarlo Giannini, Michele Placido, Remo Girone, Anna Marchesini, Sergio Castellitto, Margaret Mazzantini, Sergio Rubini, Massimo Popolizio, Maria Paiato, Luca Zingaretti, Margherita Buy, Sabina Guzzanti, Alessio Boni, Luigi Lo Cascio, Fabrizio Gifuni, Pierfrancesco Favino, Claudio Gioè, Lino Guanciale, Francesco Montanari, Francesco Scianna, Antonio Caracciolo, Michele Riondino, Luca Marinelli, Silvia D'Amico, Lucrezia Guidone, Fabrizio Falco, Marco Palvetti, Pilar Fogliati, Emanuele Linfatti, Luigi Fedele.
Entre os diretores: Luigi Squarzina, Giorgio De Lullo, Andrea Camilleri, Luca Ronconi, Mario Missiroli, Carmelo Bene, Gabriele Lavia, Armando Pugliese, Giorgio Barberio Corsetti, Walter Pagliaro, Ferzan Özpetek, Emma Dante, Arturo Cirillo, Massimiliano Civica .

## Diretores
- Silvio D’Amico (1935-1955)
- Raúl Radice (1955-1963)[4]
- Renzo Tian (1963-1974)
- Ruggero Jacobbi (1975-1980)
- Aldo Trionfo (1980-1986)
- Luigi Maria Musati (1986-2012)
- Lorenzo Salveti (2012-2015)
- Daniela Bortignoni (2015-2021)
- Francesco Manetti (2021-2023)
- Daniela Bortignoni (2023-presente)